# Strubbe Pilsen
Strubbe Pilsen is een Belgisch tafelbier.
Het bier wordt gebrouwen in Brouwerij Strubbe te Ichtegem. Het is een blond bier met een alcoholpercentage van 2,1%.